# 小行星70179
小行星70179（70179 Beppechiara）是一颗绕太阳运转的小行星，为主小行星带小行星。该小行星于1999年8月19日发现。
該小行星以瑞士登山家朱塞佩·布倫納（Giuseppe Brenna）和盧嘉勒·馬丁諾尼（Chiara Martinoni）命名。

## 轨道参数
小行星70179的轨道半长轴为384 998 398 km，2.5735187 UA，离心率为0.316。